# Nkéni
Nkéni är ett vattendrag i Kongo-Brazzaville, ett biflöde till Kongofloden. Det rinner genom departementet Plateaux, i den centrala delen av landet, 270 km norr om huvudstaden Brazzaville.